# Německé císařství (1848–1849)
Německé císařství, oficiálně Německá říše (německy Deutsches Reich), bylo v letech 1848–1849 krátkodobě existující monarchie a národní stát na území dnešního Německa, tehdy Německého spolku (skládajícího se z Rakouska včetně českých zemí, Pruska, Bavorska, Württemberska, Hannoverska a Saska). Vznik státu byl sjednán a vyhlášen na jaře roku 1848 na shromáždění ve Frankfurtu po Březnové revoluci.
Na území členských států tehdejšího Německého spolku sílily tendence pro obnovu císařství. Do čela měl být jako císař dosazen frankfurtským shromážděním pruský král Fridrich Vilém IV., který sám ostatně o sjednocení německých zemí usiloval. 

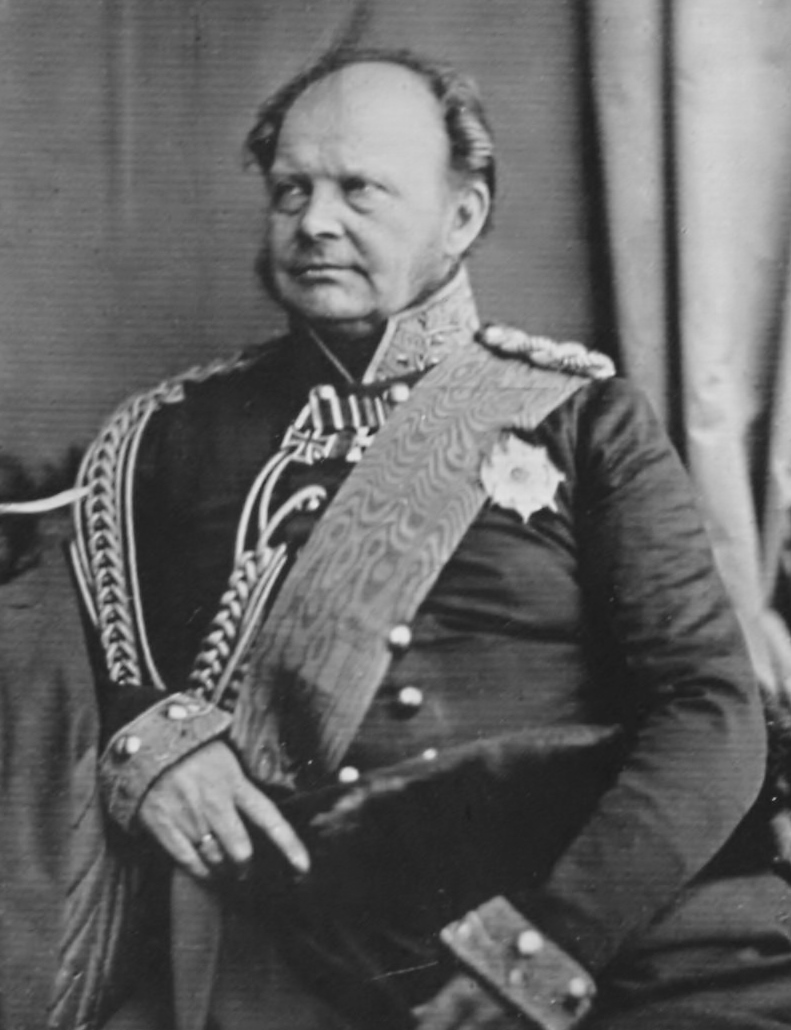
Fridrich Vilém IV.

Friedrich Vilém však v okamžiku, kdy měl již císařství na dosah ruky, nabízenou korunu nepřijmul. Dle zažitého názoru byl v jeho očích frankfurtský parlament pouhá revoluční instituce, což bylo v rozporu s Friedrichovým pojetím dějin, aby tak posvátný úřad mohl být udělován takto a navíc ještě pruskému králi, který dle jeho názoru není toho hoden (Prusko nebylo součástí staré Svaté říše římské).
Jiného kandidáta než Fridricha nebylo. Pokus zavést císařství tedy musel nakonec nevyhnutelně ztroskotat. Oficiálně přestalo Německé císařství existovat o rok později v prosinci 1849, kdy byla centrální německá vláda nahrazena federální komisí.

## Symbolika

vlajka:
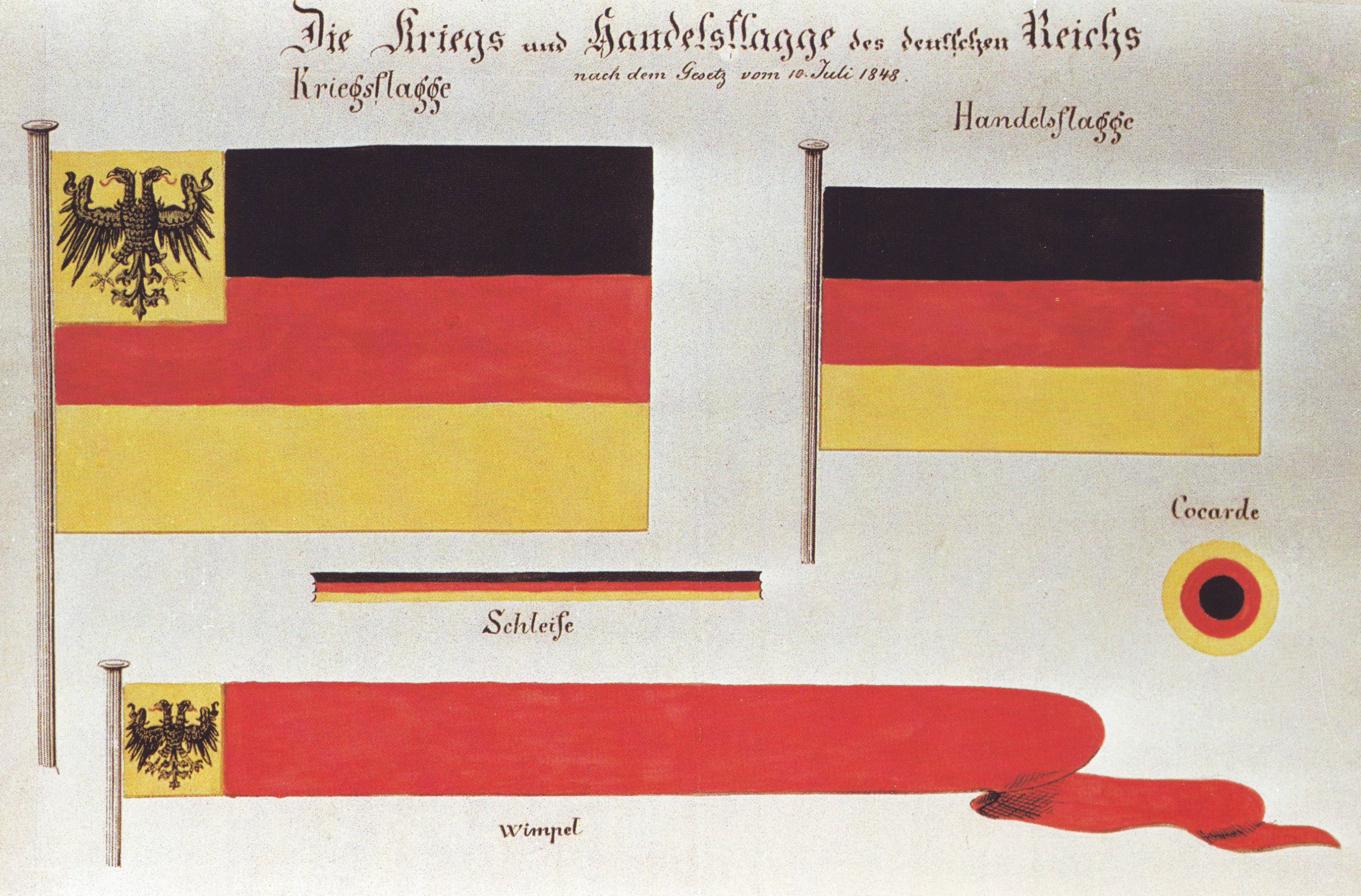
válečná
obchodní